# (1415) Malautra
(1415) Malautra ist ein Asteroid des Hauptgürtels, der am 4. März 1937 vom französischen Astronomen Louis Boyer in Algier entdeckt wurde.
Der Asteroid ist nach der Ehefrau des Entdeckers benannt.